# لیگ برتر فوتبال ارمنستان ۲۱–۲۰۲۰
لیگ برتر فوتبال ارمنستان ۲۰۲۰–۲۱ (ارمنی: Հայաստանի Բարձրագույն խումբ ۲۰۲۰–۲۱ (ֆուտբոլ)) بیست‌ونهمین فصل از زمان تأسیس آن بود.

## رویدادهای فصل
در ۳۰ ژوئیه، اعلام شد که اف‌سی وان مجوز رقابت در لیگ برتر فوتبال ارمنستان را با شروع فصل در ۱۴ اوت ۲۰۲۰ داده است.
در ۲۹ سپتامبر، به دلیل تشدید جنگ دوم قره‌باغ سال ۲۰۲۰، این فصل برای مدت نامعلومی به حالت تعلیق درآمد. در ۱۳ اکتبر، فدراسیون فوتبال ارمنستان اعلام کرد که فصل جاری در ۱۷ اکتبر از سر گرفته خواهد شد.
در ۳ نوامبر، گاندزاسار کاپان اعلام کرد که به دلیل محدودیت‌های مالی ادامه‌دار مربوط به دنیاگیری کووید-۱۹ در ارمنستان و جنگ دوم قره‌باغ، از لیگ برتر و جام حذفی ارمنستان کناره‌گیری می‌کند.
در ۱۶ مارس، لوری در آغاز مسابقه خود مقابل آرارات ایروان در اعتراض به اینکه پس از لوری که به دلیل دنیاگیری کووید-۱۹ نتوانست تیمی را به میدان ببرد، به دیدار اورارتو رفت. لوری بعداً در تاریخ ۵ آوریل استعفای خود را از لیگ برتر ارائه نمود.

## تیم‌ها
| باشگاه          | موقعیت                         | ورزشگاه                        | گنجایش |
| --------------- | ------------------------------ | ------------------------------ | ------ |
| آلاشکرت         | ایروان (ناحیه شنگاویت)         | ورزشگاه آلاشکرت                | ۶٬۸۵۰  |
| آرارات ایروان   | ایروان (ناحیه کنترون)          | ورزشگاه جمهوریت وازگن سارگسیان | ۱۴٬۴۰۳ |
| آرارات-آرمنیا   | ایروان (ناحیه آوان)            | ورزشگاه آکادمی فوتبال ایروان   | ۱٬۴۲۸  |
| گاندزاسار کاپان | ایروان (ناحیه آوان)            | ورزشگاه آکادمی فوتبال ایروان1  | ۱٬۴۲۸  |
| لوری            | وانادزور                       | آکادمی فوتبال وانادزور2        | ۸۸۰    |
| نوآ             | ایروان (ناحیه شنگاویت)         | ورزشگاه آلاشکرت3               | ۶٬۸۵۰  |
| پیونیک          | ایروان (ناحیه کنترون)          | ورزشگاه جمهوریت وازگن سارگسیان | ۱۴٬۴۰۳ |
| شیراک           | گیومری                         | ورزشگاه شهر گیومری             | ۴٬۰۰۰  |
| اورارتو5        | ایروان (ناحیه مالاتیا سباستیا) | ورزشگاه بانانتس                | ۴٬۸۶۰  |
| وان             | چارنتساوان                     | ورزشگاه شهر چارنتساوان         | ۵٬۰۰۰  |

- 1گاندزاسار کاپان بازی‌های خانگی خود را در ورزشگاه آکادمی فوتبال ایروان در ایروان انجام خواهد داد، زیرا ورزشگاه گاندزاسار، کاپان، محل همیشگی خود را بازسازی می‌کند.
- 2لوری در زمین تمرین اصلی آکادمی فوتبال وانادزور به دلیل بازسازی ورزشگاه لوری، وانادزور در محل معمولی خود بازی خواهد کرد.
- 3نوآ به جای ورزشگاه میکا، ایروان، در ورزشگاه آلاشکرت ایروان بازی خواهد کرد.

### کادر فنی و لباس
| تیم             | مربی               | کاپیتان         | تولیدکننده لباس | اسپانسر پیراهن       |
| --------------- | ------------------ | --------------- | --------------- | -------------------- |
| آلاشکرت         | آبراهام خاشمانیان  | آرداک گریگوریان | جوما            | باگراتور، هواوی      |
| آرارات ایروان   | وارطان بیچاخچیان   |                 | نایکی           | ای‌دبلیوآی اینترنشنال |
| آرارات-آرمنیا   | داوید کامپانیا     |                 | جوما            | سامول کاراپتیان      |
| گاندزاسار کاپان | آرمن پطروسیان      | گئورگ نرانیان   | آدیداس          | زی‌سی‌ام‌سی             |
| لوری            | آلبرت سولومونوف    |                 | پوما اس‌ئی       | توتوگیمینگ           |
| نوآ             | دمیتری گونکو       |                 | آدیداس          |                      |
| پیونیک          | آرتاک اوسیان       |                 | جوما            | توتوگیمینگ           |
| شیراک           |                    | آغوان داویان    | فورتین          | موگو                 |
| اورارتو         | آلکساندر گریگوریان |                 | جاکو            |                      |
| وان             | کنستانتین زایتسف   |                 | لیجا            |                      |

### تغییرات مربیگری
| تیم           | سرمربی خروجی              | دلیل ترک باشگاه       | تاریخ ترک باشگاه | جایگاه در جدول | سرمربی ورودی               | تاریخ انتصاب  |
| ------------- | ------------------------- | --------------------- | ---------------- | -------------- | -------------------------- | ------------- |
| آرارات ایروان | ایگور کولیوانوف           | انقضای قرارداد        |                  | پیش‌فصل         | وارطان بیچاخچیان           | ۲۳ ژوئیه ۲۰۲۰ |
| شیراک         | وارطان بیچاخچیان          |                       |                  | پیش‌فصل         |                            |               |
| نوآ           | وادیم بورت                |                       | ۵ نوامبر ۲۰۲۰    | پیش‌فصل         | دمیتری گونکو               | ۵ نوامبر ۲۰۲۰ |
| پیونیک        | رومن برزوفسکی             | رضایت متقابل          | ۱۳ ژوئیه ۲۰۲۰    | پیش‌فصل         | آرتاک اوسیان               | ۲۰ ژوئیه ۲۰۲۰ |
| آرارات-آرمنیا | واردان میناسیان           | اوت                   | ۱۷ ژوئیه ۲۰۲۰    | پیش‌فصل         | داوید کامپانیا             | ۲۲ ژوئیه ۲۰۲۰ |
| وان           | کارن بارسقیان             | برای نایب‌ریاست باشگاه | ۳۱ ژوئیه ۲۰۲۰    | پیش‌فصل         | سوادا آرزومانیان           | ۳۱ ژوئیه ۲۰۲۰ |
| لوری          | آرمن سانامیان (Caretaker) | با سوان قرارداد بست   | ۴ اوت ۲۰۲۰       | پیش‌فصل         | آلبرت سولومونوف            | ۵ اوت ۲۰۲۰    |
| پیونیک        | آرتاک اوسیان              | فسخ متقابل            | ۱۳ دسامبر ۲۰۲۰   | ۹ام            | یغیشه ملیکیان              | ۷ ژانویه ۲۰۲۱ |
| آلاشکرت       | یغیشه ملیکیان             | فسخ متقابل            | ۵ ژانویه ۲۰۲۱    | ۳ام            | آبراهام خاشمانیان          | ۷ ژانویه ۲۰۲۱ |
| وان           | سوادا آرزومانیان          |                       | ۲ فوریه ۲۰۲۱     | ۷ام            | کنستانتین زایتسف           | ۲ فوریه ۲۰۲۱  |
| آرارات-آرمنیا | داوید کامپانیا            | رضایت متقابل          | ۵ مارس ۲۰۲۱      | ۴ام            | آرمن آدامیان               | ۵ مارس ۲۰۲۱   |
| اورارتو       | آلکساندر گریگوریان        | فسخ متقابل            | ۹ مارس ۲۰۲۱      | ۶ام            | تیگران یسائیان (Caretaker) | ۹ مارس        |
| آلاشکرت       | آبراهام خاشمانیان         | فسخ متقابل            | ۲۰ مه ۲۰۲۱       | ۴ام            | آلکساندر گریگوریان         | ۲۰ مه ۲۰۲۱    |

## جدول لیگ
| رتبه | تیم                    | بازی | برد | مساوی | باخت | گل زده | گل خورده | گل تفاضل | امتیاز | صعود یا سقوط                           |
| ---- | ---------------------- | ---- | --- | ----- | ---- | ------ | -------- | -------- | ------ | -------------------------------------- |
| ۱    | آلاشکرت (C)            | ۲۴   | ۱۳  | ۷     | ۴    | ۲۵     | ۱۵       | ۱۰+      | ۴۶     | صلاحیت برای لیگ قهرمانان اروپا ۲۲–۲۰۲۱ |
| ۲    | نوآ                    | ۲۴   | ۱۲  | ۵     | ۷    | ۳۵     | ۲۰       | ۱۵+      | ۴۱     | صلاحیت برای لیگ کنفرانس اروپا ۲۲–۲۰۲۱  |
| ۳    | اورارتو                | ۲۴   | ۱۲  | ۵     | ۷    | ۲۸     | ۱۹       | ۹+       | ۴۱     | صلاحیت برای لیگ کنفرانس اروپا ۲۲–۲۰۲۱  |
| ۴    | آرارات ایروان          | ۲۴   | ۱۱  | ۷     | ۶    | ۳۴     | ۱۸       | ۱۶+      | ۴۰     | صلاحیت برای لیگ کنفرانس اروپا ۲۲–۲۰۲۱  |
| ۵    | آرارات-آرمنیا          | ۲۴   | ۱۰  | ۸     | ۶    | ۳۲     | ۱۷       | ۱۵+      | ۳۸     |                                        |
| ۶    | وان                    | ۲۴   | ۹   | ۴     | ۱۱   | ۲۵     | ۳۰       | ۵−       | ۳۱     |                                        |
| ۷    | پیونیک                 | ۲۴   | ۶   | ۷     | ۱۱   | ۲۰     | ۱۸       | ۲+       | ۲۵     |                                        |
| ۸    | لوری                   | ۲۴   | ۷   | ۲     | ۱۵   | ۱۶     | ۴۴       | ۲۸−      | ۲۳     |                                        |
| ۹    | شیراک (R)              | ۲۴   | ۲   | ۷     | ۱۵   | ۱۹     | ۵۳       | ۳۴−      | ۱۳     | سقوط به لیگ یک                         |
| ۱۰   | گاندزاسار کاپان (R, D) | ۰    | ۰   | ۰     | ۰    | ۰      | ۰        | ۰        | ۰      | باشگاه منحل‌شد                          |

1. ↑  آرارات به عنوان برنده جام حذفی ۲۱–۲۰۲۰ ارمنستان به مرحله اول مقدماتی لیگ کنفرانس اروپا ۲۲–۲۰۲۱ راه یافت.
2. ↑  بازی‌های دور ۲۷–۱۹ با شرکت لوری همگی با نتیجه ۳–۰ به نفع ۸ تیم باقی مانده اعلام شد.
3. ↑  در تاریخ ۳ نوامبر گاندزاسار از لیگ حذف شد، گاندزاسار کاپان اعلام نمود که به دلیل محدودیت‌های مالی ادامه‌دار مربوط به دنیاگیری کووید-۱۹ در ارمنستان و جنگ دوم قره‌باغ از لیگ برتر و جام حذفی ارمنستان کناره‌گیری می‌کند.

## نتایج
| میزبان \ میهمان | ALA | ARA | AAR | LOR | NOA | PYU | SHI | URA | VAN |
| --------------- | --- | --- | --- | --- | --- | --- | --- | --- | --- |
| آلاشکرت         | —   | 1–2 | 0–0 | 2–1 | 1–0 | 0–0 | 0–0 | 1–2 | 2–1 |
| آرارات ایروان   | 0–1 | —   | 1–0 | 3–0 | 1–1 | 1–0 | 4–0 | 2–0 | 1–1 |
| آرارات-آرمنیا   | 1–2 | 0–0 | —   | 1–2 | 3–1 | 2–1 | 7–0 | 0–1 | 3–0 |
| لوری            | 0–1 | 1–0 | 0–1 | —   | 2–0 | 1–0 | 3–2 | 1–1 | 0–1 |
| نوآ             | 1–2 | 2–1 | 0–0 | 3–1 | —   | 0–1 | 2–2 | 1–1 | 4–0 |
| پیونیک          | 1–1 | 1–1 | 0–1 | 1–1 | 0–1 | —   | 0–2 | 0–0 | 0–0 |
| شیراک           | 1–1 | 0–3 | 2–2 | 0–1 | 0–3 | 0–2 | —   | 0–3 | 0–0 |
| اورارتو         | 1–2 | 2–0 | 1–2 | 3–0 | 0–3 | 0–1 | 1–0 | —   | 2–0 |
| وان             | 0–1 | 0–1 | 0–1 | 1–2 | 0–1 | 1–0 | 3–1 | 3–1 | —   |

| میزبان \ میهمان | ALA  | ARA  | AAR  | LOR  | NOA  | PYU  | SHI  | URA  | VAN  |
| --------------- | ---- | ---- | ---- | ---- | ---- | ---- | ---- | ---- | ---- |
| آلاشکرت         | —    | null | 1–0  | 3–0  | null | 1–0  | null | 1–0  | null |
| آرارات ایروان   | 0–0  | —    | null | 3–0  | 2–3  | null | 5–2  | null | null |
| آرارات-آرمنیا   | null | 1–1  | —    | null | 0–0  | null | 2–1  | null | 2–3  |
| لوری            | null | null | 0–3  | —    | 0–3  | null | 0–3  | 0–3  | null |
| نوآ             | 1–0  | null | null | null | —    | 1–0  | 3–0  | null | 1–2  |
| پیونیک          | null | 1–2  | 0–0  | 3–0  | null | —    | null | 0–1  | null |
| شیراک           | 0–0  | null | null | null | null | 1–5  | —    | 1–1  | 1–2  |
| اورارتو         | null | 1–0  | 0–0  | null | 1–0  | null | null | —    | 2–1  |
| وان             | 3–1  | 1–1  | null | 3–0  | null | 0–3  | null | null | —    |

## آمارهای فصل

### گل‌زنی
- نخستین گل فصل: ویلفرید ازا برای وان مقابل گاندزاسار کاپان (۱۵ اوت ۲۰۲۰)

#### برترین گلزنان
تا تاریخ ۴ مه ۲۰۲۱ مسابقه بازی‌کرده
| رتبه | بازیکن                | باشگاه          | گل‌ها |
| ---- | --------------------- | --------------- | ---- |
| ۱    | ژونل دزیره            | اورارتو         | ۸    |
| ۱    | یوسف اوتوبانجو        | آرارات-آرمنیا   | ۸    |
| ۳    | اوروش ننادوویچ        | آرارات ایروان   | ۷    |
| ۴    | ولادیمیر آزاروف       | نوآ             | ۶    |
| ۴    | ویلفرید ازا           | وان             | ۶    |
| ۴    | موری کونه             | آرارات ایروان   | ۶    |
| ۷    | داویت داویتیان        | آلاشکرت         | ۵    |
| ۸    | وبیمار آنگولو موسکئرا | آرارات-آرمنیا   | ۴    |
| ۸    | مایلسون لیما          | آرارات-آرمنیا   | ۴    |
| ۱۰   | کلاودیر               | لوری            | ۳    |
| ۱۰   | آلکساندر گلیشیچ       | آلاشکرت         | ۳    |
| ۱۰   | آلکساندر کاراپتیان    | آرارات-آرمنیا   | ۳    |
| ۱۰   | پاول کیرینکو          | نوآ             | ۳    |
| ۱۰   | روکاس کروسنائوسکاس    | گاندزاسار کاپان | ۳    |
| ۱۰   | ادگار موُسسیان         | وان             | ۳    |
| ۱۰   | آلکس اولیویرا         | نوآ             | ۳    |
| ۱۰   | آرتم سیمونیان         | نوآ             | ۳    |
| ۱۰   | ایگور استانویه‌ویچ     | شیراک           | ۳    |

### دروازه‌بسته‌ها
تا تاریخ ۵ مارس ۲۰۲۱ مسابقه انجام‌شده
| رتبه | بازیکن              | باشگاه        | دروازه‌بسته‌ها |
| ---- | ------------------- | ------------- | ------------ |
| ۱    | وسوُلد یرماکوف       | آرارات ایروان | ۸            |
| ۲    | والریو ویمرکاتی     | نوآ           | ۵            |
| ۳    | اوگنین چانچارویچ    | آلاشکرت       | ۴            |
| ۳    | استفن چوپیچ         | آرارات-آرمنیا | ۴            |
| ۳    | آرسن بگلاریان       | اورارتو       | ۴            |
| ۳    | سامور آقامحمدوف     | وان           | ۴            |
| ۷    | دمیتری آباکوموف     | آرارات-آرمنیا | ۳            |
| ۷    | استانیسلاو بوچنف    | پیونیک        | ۳            |
| ۹    | هنری آواگیان        | وان           | ۲            |
| ۱۰   | آرتم گوملکو         | لوری          | ۱            |
| ۱۰   | آناتولی آیوازوف     | اورارتو       | ۱            |
| ۱۰   | نمانیا شچکیچ        | لوری          | ۱            |
| ۱۰   | هرمان پنکوف         | پیونیک        | ۱            |
| ۱۰   | گئورگ کاسپاروف      | شیراک         | ۱            |
| ۱۰   | اسپاسویه استفانوویچ | شیراک         | ۱            |